# Isidor Landau

Isidor Landau

Isidor Landau (* 20. September 1850 in Zbaraz, Galizien, Kaisertum Österreich; † 16. Januar 1944 in Zürich) war ein deutscher Journalist, Theaterkritiker und Schriftsteller.

## Leben
Sein Vater, Meier Landau, war Gutsverwalter des Fürsten de Ligne, sein Großvater Ezechiel war Rabbi von Prag und Talmudgelehrter, seine Mutter war Taube Auerbach.
Mit fünf Jahren kam er auf die Bernhardiner Klosterschule in Zbaraz und besuchte anschließend die Gymnasien in Tarnopol und Brody. Nach dem gescheiterten Polenaufstand 1863/64 ging er an das Gymnasium in Zürich, wo er seine Schulzeit mit dem Abitur abschloss. Seit 1869 studierte er in Bern und verdiente seinen Lebensunterhalt bei der Filiale der Annoncen-Expedition von Sachse & Co., Leipzig. Er studierte Physik, Kulturgeschichte (bei Johannes Scherer) und Völkerpsychologie (bei Moritz Lazarus). 1872 ging Landau nach Dresden, wo er Kontakte zu literarischen Kreisen suchte und die Bekanntschaft von Bjørnstjerne Bjørnson und Henrik Ibsen machte. Im sozialdemokratischen Arbeiter-Bildungs-Verein lernte er Liebknecht und Bebel kennen. Ein Roman Landaus aus dieser Zeit wurde im Hamburger Wochenblatt Der Freischütz in Fortsetzungen veröffentlicht. Ein Promotionsvorhaben in Görlitz wurde nicht zum Abschluss gebracht. 1873 wurde er Redakteur des Freischütz, 1875 Leiter der Dresdner Presse und Ende 1877 Redakteur beim Berliner Börsen-Courier. Dort war er 1897–1912 Chefredakteur. 1913 gründete er mit dem Verband Berliner Kaufleute und Industrieller die Zentralstelle für den Berliner Fremdenverkehr und redigierte Die Welt auf Reisen, die Zeitschrift der „Hamburg-Amerika-Linie“ (bis 1923). Außerdem veröffentlichte er Theaterkritiken in verschiedenen Zeitungen und Zeitschriften. Ferner verfasste er Theatererinnerungen und Porträts, Würdigungen und Nachrufe. Er war befreundet mit Ulla Wolff-Frank, Oscar Blumenthal, Paul Lindau, Fritz Mauthner,  Gustav Karpeles und Eugen Zabel.
1939 emigrierte Landau in die Schweiz, nachdem sein Vermögen eingezogen worden war und er für die Auswanderungs-, Reichsflucht- und Sühnesteuer weitere Summen einsetzen musste. Seine Pension wurde auf ein Sperrkonto überwiesen.

## Werke
- Nordlandfahrt. Die ersten Kreuzfahrten von Hamburg nach Spitzbergen um 1894. Steinitz, Berlin 1895. Neuausgabe 2019 im Severus-Verlag Hamburg. ISBN 978-3-96345-207-9
- Westindien-Fahrt. Steinitz, Berlin 1897.
- Nach Berlin. Herausgegeben von der Centralstelle für den Fremdenverkehr Gross-Berlins. Verlag Boll u Pickardt, Berlin 1914.
- Das Land Goethes 1914–1916. Ein vaterländisches Gedenkbuch. Deutsche Verlagsanstalt, Stuttgart und Berlin 1916.
- Berlin unter dem Scheinwerfer. Fichte-Verlag, Berlin 1924. (Digitalisat)